# Emanuel Linder (Theologe)

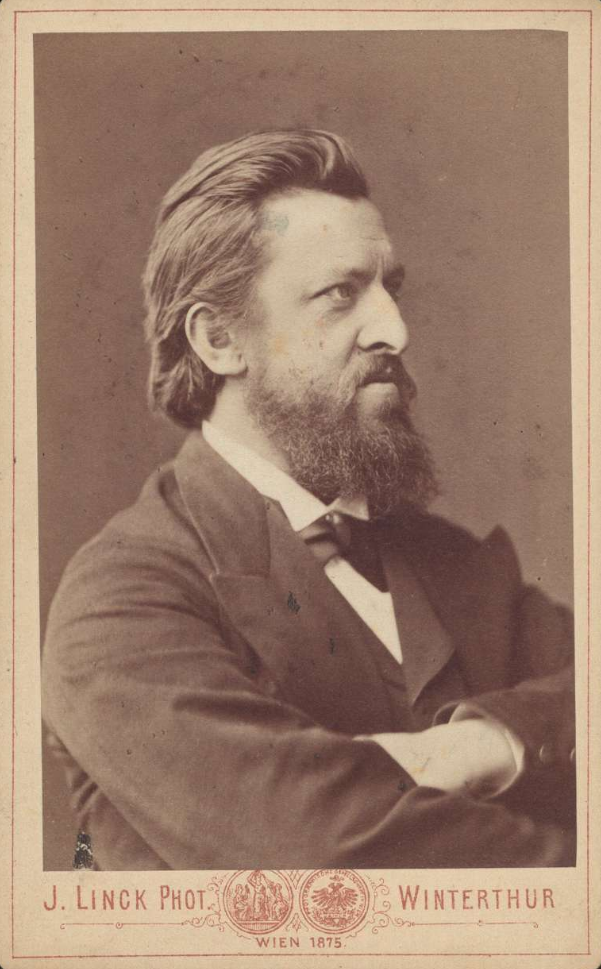
Emanuel Linder

Emanuel Linder (* 31. Juli 1837 in Muttenz; † 19. Juni 1895 in Basel) war ein Schweizer evangelisch-reformierter Theologe.

## Leben
Emanuel Linder, Sohn von Emanuel Linder und Magdalena Messmer, studierte Theologie in Basel und Heidelberg und schloss 1860 ab. Von 1860 bis 1874 amtierte er als Pfarrer in Kilchberg BL. 1874 bewarb er sich vergeblich für das Pfarramt in Liestal und ging darauf als 2. Pfarrer nach Winterthur. Von 1878 bis zu seinem Tod 1895 war er Pfarrer zu St. Theodor in Basel. 
Linder heiratete 1865 in erster Ehe Elisabeth Cäcilia Dängeli von Guggisberg (BE), danach 1875 Anna Elsibaeth Baader von Gelterkinden.

## Leistungen
Emanuel Linder vertrat eine liberale Richtung des Christentums, mit Aberglauben und veralteten Dogmen wollte er aufräumen. Seine Gedanken verbreitete er im Religiösen Volksblatt und im Schweizerischen Protestantenblatt. Er war ein wichtiger Vertreter der kirchlichen Reformbewegung in den 1870er Jahren, und zusammen mit dem späteren Bundesrat Emil Frey gründete er den Basellandschaftlichen Reformverein. «Rückhaltlos und mannesmutig, wenn auch vielleicht nicht immer in genau erwogener Form» setzte er sich auch für mehr soziale Gerechtigkeit ein und fand damit Freunde und Sympathien in der Arbeiterschaft. Politisch zählte er zum Freisinn. 1887 wurde er für den Basler Regierungsrat portiert, jedoch nicht gewählt.

## Schriften
- Der interkonfessionelle Religionsunterricht in der Schule : Vortrag, gehalten am 23. Oktober 1884 im Freisinnigen Schulverein (Digitalisat auf e-Helvetica).